# Piper lagenibaccum
Piper lagenibaccum är en pepparväxtart som beskrevs av William Trelease. Piper lagenibaccum ingår i släktet Piper och familjen pepparväxter. Inga underarter finns listade i Catalogue of Life.